# Attariya
Attariya (nep. अत्तरिया नगरपालिका) – municipality w zachodnim Nepalu, w siódmej prowincji, w dystrykcie Kailali. Attariya leży kilka kilometrów od granicy z Indiami, mieszka w niej 72 521 osób (według stanu na rok 2011).

## Historia
Municipality zostało założone 18 maja 2014 roku poprzez połączenie dotychczas istniejących komitetów rozwoju wsi: Malakheti, Sreepur, Beladevipur i Geta.

## Transport
Przez Attariyę przebiegają dwie ważne drogi – Mahendra highway (część trasy azjatyckiej AH2) i Bhimdatta highway. Attraiya sąsiaduje z Dhangadhi, leży około 600 kilometrów od Katmandu, 40 km od Mahendranagaru, 120 km od Dadeldhury. Głównym środkiem transportu są autobusy. Jako środek komunikacji lokalnej służą magic vany, Tempo i taksówki. W granicach municipality Attariya znajduje się drugie pod względem wielkości w Nepalu port lotniczy – Dhangadhi, obsługiwany przez trzy linie lotnicze: Buddha Air, Yeti Airlines i Nepal Airlines, regularnie lecące do Katmandu.

## Spis powszechny
Łączna populacja Attariyi wynosi 72 521 (34 634 mężczyzn i 37 887 kobiet). Dominująca kasta – chetree skupia 22 682 osób, drugie miejsce zajmuje grupa etniczna tharu – 22 077 mieszkańców, potem są bramini (12 315) i dalitowie (10 972). 3775 osób są przedstawicielami innych kast/grup etnicznych. W municipality jest łącznie 13 745 gospodarstw domowych.

## Języki
Językami dominującymi są: tharu, nepalski i doteli.

## Edukacja
Dzięki rozwojowi znacznej liczby szkół i uczelni w Attariyi, stała się ona ośrodkiem edukacyjnym. Durga Laxmi Multiple Camus oferuje różne kursy na temat sztuki, handlu i nauczania do poziomu podyplomowych. Sarawati International Model High Schhol słynie z wysokiej jakości edukacji na poziomie szkolnym, została nagrodzona przez British Council. Szpital Geta  Eye oferuje dyplomy w okulistyce. W budowie jest Dhangadi Medical College, będzie oferować wiele kursów nauk medycznych.

## Media
Promocją lokalnej kultury municipality Attariya zajmuje się stacja radiowa Godawari FM 87.9 MHz.